# Révolver LeMat

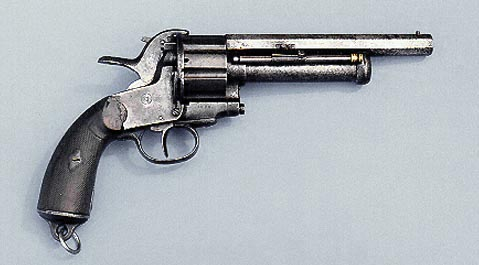
Le revolver LeMat et son canon central (sous le canon principal). Variante avec barillet utilisant des cartouches à broche.

Le revolver LeMat est une arme de poing à percussion conçue par l'inventeur français Jean Alexandre François Le Mat en 1856, utilisée dans l'armée des États confédérés durant la guerre de Sécession. Du fait de la grenaille dont était chargé son canon central, le revolver LeMat était parfois nommé The Grapeshot Revolver (« le revolver mitraille »).

## Caractéristiques

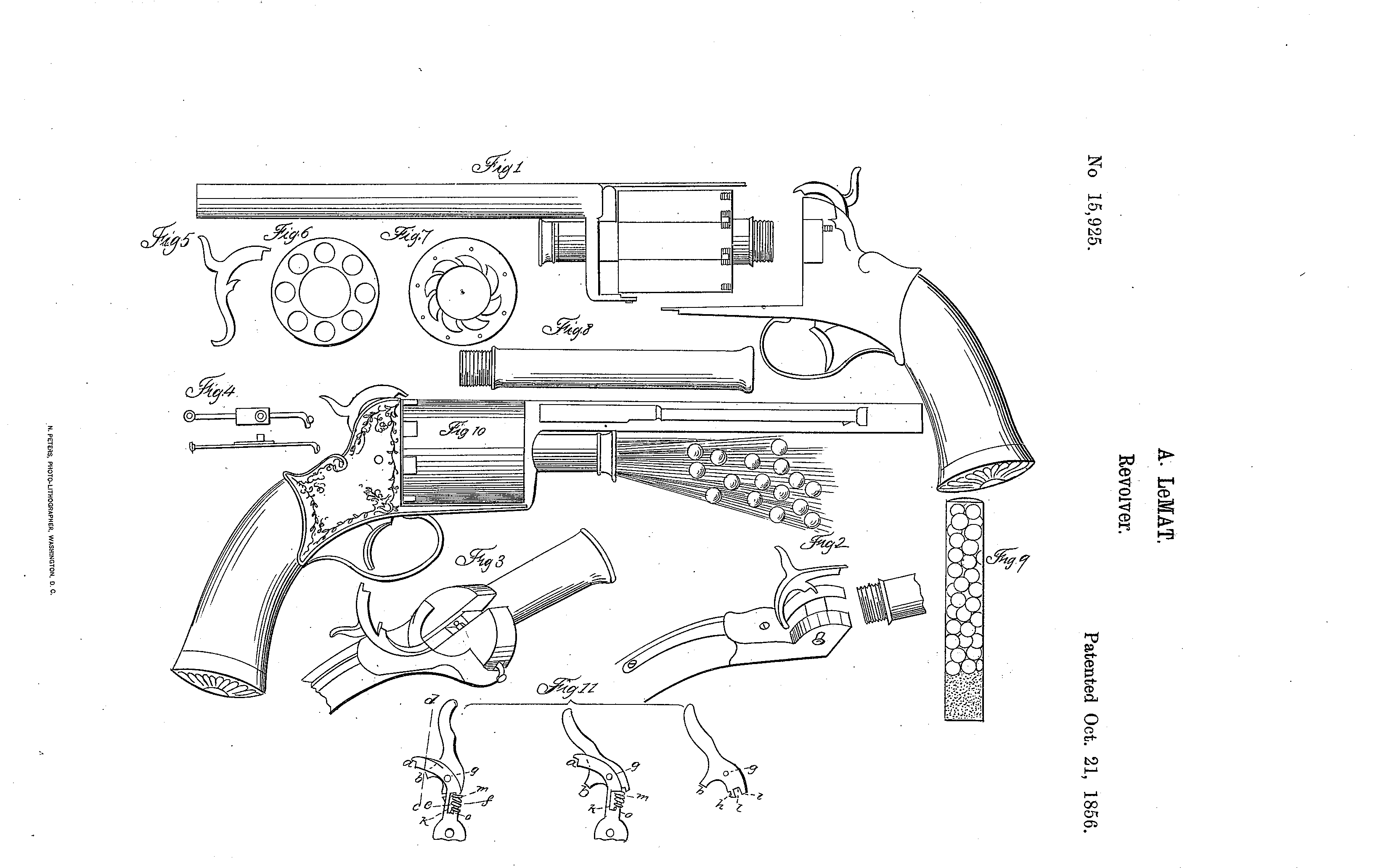
Image du brevet montrant le pistolet.

Le calibre de son canon principal est de .42 ou de .36 (c'est-à-dire 10,66 mm ou 9,14 mm, un pouce correspondant à 25,4 mm). 
Mais ce révolver présente la particularité de disposer d'un canon supplémentaire de très fort calibre (un très inhabituel .63, soit un diamètre de 16 mm), situé sous le canon principal, et constituant l'axe du barillet. Chargé de grenaille, ce canon supplémentaire permettait de tirer un coup unique, mais redoutable, si l'on venait à être attaqué alors que le barillet était déchargé. Ce barillet comporte lui-même neuf coups, conférant à l'arme une puissance de feu exceptionnelle.
La possibilité de tirer soit le canon principal, soit le canon à grenaille était obtenue grâce à la pièce basculante située à l'extrémité du chien : dans la position standard haute, le chien venait percuter la capsule du canon supérieur, alors que lorsque cette pièce mobile était en position basse « de secours », elle venait percuter la charge du canon central.
Une carabine construite selon la même logique a également été produite par la F. N. Herstal à Liège (Belgique).

## Histoire

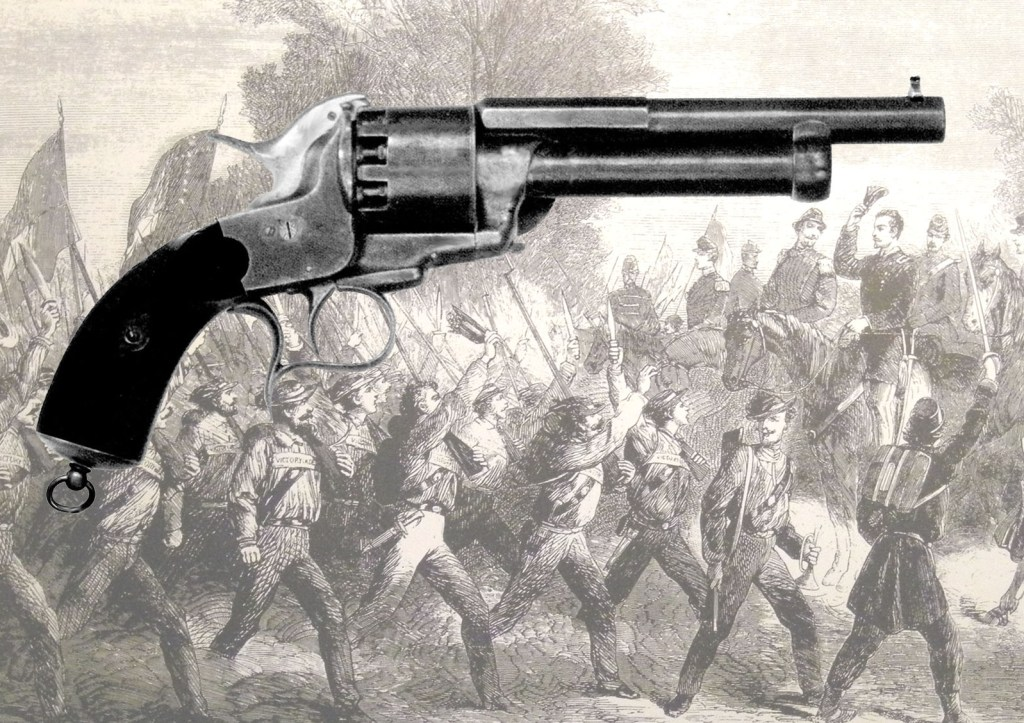
Revolver LeMat à percussion.

Selon certains, Le Mat aurait reçu pour concevoir son révolver l'assistance de Pierre Gustave Toutant de Beauregard, qui devait devenir ensuite l'un des plus flamboyants des généraux confédérés. Beauregard fut un utilisateur du revolver LeMat au combat contre les Yankees. Il en emportait huit dans un sac attaché derrière sa selle.
Les caractéristiques du LeMat - barillet à 8 coups et canon central de calibre .63 chargé à grenaille - ont fait dire que ce révolver était « l'arme de poing la plus terrifiante jamais produite ».
Le révolver LeMat a été produit aux États-Unis (1859), en Belgique (1862), en France (1864), et au Royaume-Uni (1865). On estime qu'il a été produit un total de 2 900 révolvers LeMat entre 1856 et 1865, ce qui en faisait donc une arme redoutée, mais rare.

## Cinéma et télévision
- Retour à Cold Mountain : Inman, incarné par Jude Law, engagé dans l'armée confédérée a un révolver Lemat pour arme de poing.
- L'Armée des douze singes : Bruce Willis utilise à la fin du film un révolver LeMat pour tenter de stopper un acte terroriste[3].
- Hansel et Gretel : Hansel expose deux révolvers LeMat sur les affiches du film.
- Machete Kills : William Sadler, dans le rôle du Sheriff Doakes, est armé d'un révolver LeMat.
- Mort ou vif : Gutzon possède un superbe revolver LeMat.
- Westworld : l'homme en noir, utilise le revolver LeMat.
- Forsaken : Retour à Fowler City : la bataille finale se fait avec un LeMat emprunté chez l'épicier.
- Furiosa : Une saga Mad Max : Dementus, incarné par Chris Hemsworth, utilise un révolver LeMat durant le film.
- Lawmen : L'Histoire de Bass Reeves :  l'US Marshal Sherrill Lynn utilise le canon à mitraille pour défoncer une porte.

## Jeux vidéo
- Red Dead Redemption 2
- Red Dead Redemption
- Red  Dead Online
- Call of Juarez
- Call of Juarez: Bound in Blood
- Hunt: Showdown
- Battlecry of Freedom